# Tehuacán
Tehuacán is een stad in de Mexicaanse deelstaat Puebla. Met 238.229 inwoners (census 2005) is Tehuacán op Puebla na de grootste stad van de deelstaat.
De stad is bekend vanwege haar minerale bronnen. De frisdrankfabrikant Penafiel haalt haar water uit de bronnen van Tehuacán. De stad heeft Ciudad de Salud (Stad van Gezondheid) als bijnaam.
Tehuacán ligt in het Dal van Tehuacán, waarin bij omvangrijke opgravingen belangrijke informatie over de ontwikkeling van de landbouw in Amerika verkregen is. De vallei van Tehuacán werd al ten tijde van de jager-verzamelaars, 9000 BP bewoond. Rond 6500 BP vond hier de eerste landbouw (peper en pompoenen) plaats. Ook het oudste bewijs van het verbouwen van maïs komt uit Tehuacán.
Gedurende de Mexicaanse Onafhankelijkheidsoorlog was Tehuacán enige tijd de zetel van de regering van José María Morelos.
De stad is de zetel van het rooms-katholieke bisdom Tehuacán.